# Maëlie Abadie
Pour les articles homonymes, voir Abadie.
Maëlie Abadie, née le 16 juillet 2000 au Mans, est une tumbleuse française.

## Carrière
Aux Championnats du monde 2023 à Birmingham, Maëlie Abadie remporte la médaille d'argent en tumbling par équipes avec Marie Deloge, Candy Brière-Vetillard et Maëlle Dumitru-Marin.